# Anisynta monticolae
The Montane Grass-skipper or Mountain Skipper (Anisynta monticolae) là một loài bướm ngày thuộc họ Hesperiidae. Nó được tìm thấy ở vùng núi của New South Wales và Victoria.
Sải cánh dài khoảng 20 mm.
Ấu trùng ăn Poaceae species.